# 여수공항
여수공항(麗水空港, 영어: Yeosu Airport, IATA: RSU, ICAO: RKJY)은 전라남도 여수시 율촌면 신풍리에 있는 공항으로 국내선 전용으로만 사용되고 있다.

## 역사
1972년 5월 대한항공이 서울~여수 노선을 취항한 뒤 1992년 12월에는 아시아나항공이 취항했고 이후 1998년부터 2005년까지 확장공사를 시행하면서 2004년 11월 신활주로 운용을 시작했으며 2005년 11월에는 신여객청사를 개관하였다.
그리고 경제자유구역으로 지정되면서 2003년부터는 국제선 취항을 요구해 왔으며 2005년 세계 박람회가 나고야 등 아이치현의 주요 도시에서 개최되면서 최초로 일본 나고야 주부 노선에 부정기 전세기를 운항하기도 했다.
국제선을 취항할 경우 중국 상하이 노선을 신설해야 한다는 의견이 가장 많았고 인천과 제주 노선을 신·증편해야 한다는 여론 조사가 나온 바 있으며 2012년 세계 박람회 당시 부정기 국제선으로 웨이하이, 사가를 운항하기도 했지만 현재는 국내선만 운영되고 있다.

## 확장공사
- 기간 : 1단계(1998년 3월 2일 ~ 2005년 7월 3일), 2단계(2006년 2월 1일 ~ 2011년 2월 10일)
- 사업비 : 2,229억원
- 활주로개량 : 1,550 m × 30 m → 2,100 m × 45 m 확장
- 계류장확장 : 1만3600 m² → 4만1800 m²
- 여객터미널 : 1500 m² → 1만3300 m²

## 운항 노선
| 항공사       | 목적지           |
| ------------ | ---------------- |
| 대한항공     | 제주             |
| 아시아나항공 | 서울(김포), 제주 |
| 진에어       | 서울(김포), 제주 |

## 이용객 추이
| 연도       | 1997년  | 1998년  | 1999년  | 2000년  | 2001년    | 2002년    | 2003년  | 2004년  | 2005년  | 2006년  |
| ---------- | ------- | ------- | ------- | ------- | --------- | --------- | ------- | ------- | ------- | ------- |
| 운항(편수) | 10,314  | 8,960   | 7,720   | 8,028   | 7,642     | 7,232     | 7,068   | 6,376   | 6,821   | 6,053   |
| 여객 (명)  | 981,661 | 684,289 | 654,309 | 669,385 | 618,465   | 544,044   | 510,530 | 504,353 | 618,217 | 601,599 |
| 연도       | 2007년  | 2008년  | 2009년  | 2010년  | 2011년    | 2012년    | 2013년  | 2014년  | 2015년  | 2016년  |
| 운항(편수) | 6,120   | 5,837   | 5,707   | 5,642   | 5,803     | 6,028     | 5,836   | 5,667   | 5,476   | 4,813   |
| 여객 (명)  | 656,022 | 641,690 | 613,233 | 654,786 | 627,350   | 632,131   | 475,460 | 433,794 | 413,564 | 503,371 |
| 연도       | 2017년  | 2018년  | 2019년  | 2020년  | 2021년    | 2022년    |         |         |         |         |
| 운항(편수) | 5,046   | 4,987   | 5,002   | 5,846   | 8,149     | 7,072     |         |         |         |         |
| 여객 (명)  | 592,509 | 590,112 | 635,637 | 646,884 | 1,115,699 | 1,010,333 |         |         |         |         |

- 2011년 4월 29일 순천완주고속도로가 완전 개통되고 같은 해 10월 5일 전라선에도 KTX가 운행함에 따라 여수~서울 노선의 항공수요가 감소해, 2005년부터 2012년까지 60만명 대를 유지하던 연간 이용객수가 2012년 여수 엑스포 다음해인 2013년에 40만명 대로 감소했다.[7]
- 제주국제공항 노선이 증편되면서 이용객수가 2016년에 50만명[8]을, 2019년에 60만명을 각각 넘었고, 코로나19 범유행 상황에 따른 국내관광여객 증가로 2021년에 100만명을 넘었다.